# Ледяное цунами
Ледяное цунами — явление природы, стихийное бедствие, наблюдаемое в умеренных и арктических широтах. Явление характеризуется выбросом льда из океана или большого озера на берег.

## Распространение
Ледяное цунами можно наблюдать в умеренных и арктических широтах, страдают от него лишь жители прибрежных регионов. Ледяные цунами, способные нанести ущерб, случаются крайне редко. Ледяные сугробы не продвигаются далеко от берега.

## Причины
Причиной ледяного цунами считают резкое повышение температуры. Как следствие льды подтаивают и могут приводиться в движение ветром.
В прибрежной акватории наблюдается большое скопление кусков льда, которое происходит во время таяния ледового покрова. С акватории на сушу сгоняются скопления льдин к берегу и принуждают ледяные сугробы выйти на сушу. Явление сопровождается скрежетом и грохотом .

## Наблюдения

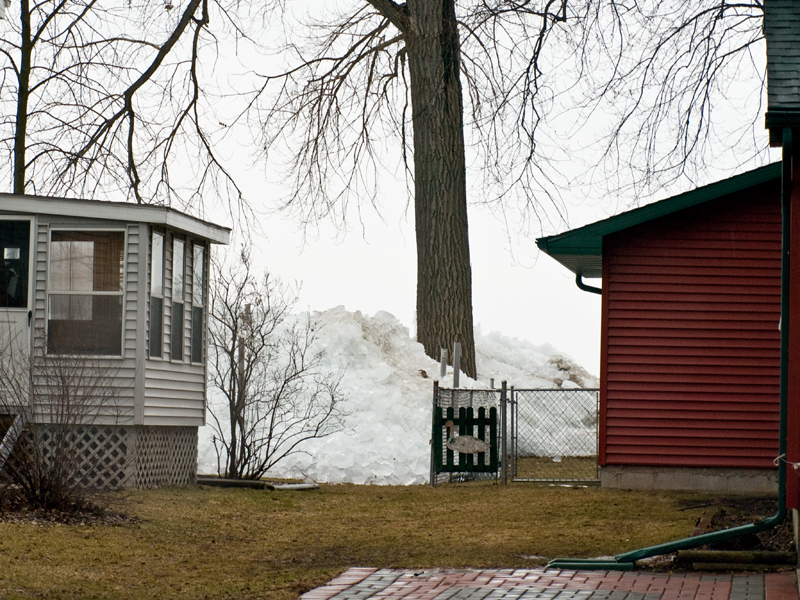

В мае 2013 года в Манитобе, Канада, на берег вынесло горы льда с озера Дофин. Явление наблюдалось в штате Миннесота, США, когда штормовой ветер, достигавший 60 км/ч, вынес ледяные торосы с поверхности озера Мил-Лакс на берег, в Миннесоте пострадал городок Окр Бич, где было разрушено несколько домов.
Ледяное цунами наблюдалось на реке Бурее, на Каме близ Елабуги (Россия).